# Горненци (Мехединци)
Горненци (рум. Gornenți) насеље је у Румунији у округу Мехединци у општини Подени. Oпштина се налази на надморској висини од 580 m.

## Становништво
Према подацима из 2002. године у насељу је живело 232 становника, од којих су сви румунске националности.